# Oskar Buur
Oskar Buur Rasmussen (Skanderborg, Dinamarca, 31 de marzo de 1998) es un futbolista danés que juega como defensa en el F. C. Volendam de la Eredivisie.

## Trayectoria
Empezó a jugar al fútbol a los 4 años, porque su hermano mayor también lo hacía. El primer club en el que jugó fue el FC Skanderborg, y después se incorporó al Aarhus GF como jugador sub-14.
A los 16 años fue promovido a la selección sub-19. Poco después comenzó a entrenar con la plantilla del primer equipo, debido a las numerosas lesiones de la plantilla. Ganó el Premio al Talento Martin Jørgensens 2014, otorgado por el exfutbolista Martin Jørgensen. Jørgensen dijo que Buur era un jugador que no contestaba a los más veteranos, sino que se limitaba a respetarlos.
El 25 de febrero de 2015 firmó un nuevo contrato con el Aarhus GF, y fue ascendido a la plantilla del primer equipo tras jugar varios partidos amistosos con él.
El 15 de marzo de 2015, con tan solo 16 años, debutó oficialmente con el Aarhus GF en un partido de Primera División de Dinamarca contra el Akademisk Boldklub y jugó todo el encuentro. Se convirtió en el sexto jugador más joven en debutar en la Superliga de Dinamarca.
Tras solo 10 partidos de liga con el club, no consiguió que le ampliaran el contrato y se marchó en el verano de 2017.
Tras dejar al Aarhus GF, fichó por el Brabrand IF de la Primera División de Dinamarca el 22 de julio de 2017. Sólo jugó algunos partidos amistosos con el club, antes de volver a marcharse.
El 24 de agosto de 2017 firmó por el Wolverhampton Wanderers F. C. con un contrato de dos años tras una prueba prolongada en el club. Debutó con el primer equipo en casa ante el Bristol Rovers F. C. el 19 de septiembre en la Copa de la Liga. Jugó los primeros 90 minutos y fue sustituido en el descanso entre el tiempo reglamentario y la prórroga. El partido quedó 0-0 tras los 90 minutos. El Wolves se impuso por 1-0 tras la prórroga. Debutó en la liga con los Wolves, y marcó su primer gol profesional, tras entrar como suplente en el empate 2-2 con el Hull City A. F. C. el 3 de abril de 2018, camino de que el equipo consiguiera el ascenso a la Premier League.
El 12 de diciembre de 2019 hizo su primera aparición en una competición de clubes de la UEFA, apareciendo en el último partido de la fase de grupos de la UEFA Europa League 2019-20 de los Wolves contra el Beşiktaş J. K. en el Molineux Stadium. Dio la asistencia para el triplete de Diogo Jota. Debutó en la Premier League el 14 de septiembre de 2020, apareciendo como suplente en la segunda parte de la victoria por 2-0 a domicilio contra el Sheffield United F. C.
En febrero de 2020 firmó un nuevo contrato con los Wolves que dura hasta el verano de 2023.
El 11 de enero de 2021 se incorporó al Grasshopper Club Zúrich de la Challenge League en calidad de cedido por 18 meses.
El 31 de enero de 2022 se confirmó la rescisión de su contrato con los Wolves.
El 8 de febrero de 2022 fichó por el F. C. Volendam con un contrato hasta junio de 2024.

## Estadísticas

### Clubes
Actualizado al último partido disputado el 25 de febrero de 2024.
| Club                                     | Div.          | Temporada     | Liga  | Liga  | Copas nacionales | Copas nacionales | Copas internacionales | Copas internacionales | Total | Total |
| Club                                     | Div.          | Temporada     | Part. | Goles | Part.            | Goles            | Part.                 | Goles                 | Part. | Goles |
| ---------------------------------------- | ------------- | ------------- | ----- | ----- | ---------------- | ---------------- | --------------------- | --------------------- | ----- | ----- |
| Aarhus GF Dinamarca                      | 2.ª           | 2014-15       | 8     | 0     | 0                | 0                | —                     | —                     | 8     | 0     |
| Aarhus GF Dinamarca                      | 1.ª           | 2015-16       | 1     | 0     | 2                | 0                | —                     | —                     | 3     | 0     |
| Aarhus GF Dinamarca                      | 1.ª           | 2016-17       | 1     | 0     | 1                | 0                | —                     | —                     | 2     | 0     |
| Aarhus GF Dinamarca                      | Total club    | Total club    | 10    | 0     | 3                | 0                | 0                     | 0                     | 13    | 0     |
| Wolverhampton Wanderers F. C. Inglaterra | 2.ª           | 2017-18       | 0     | 0     | 2                | 1                | —                     | —                     | 2     | 1     |
| Wolverhampton Wanderers F. C. Inglaterra | 1.ª           | 2019-20       | 0     | 0     | 1                | 0                | 1                     | 0                     | 2     | 0     |
| Wolverhampton Wanderers F. C. Inglaterra | 1.ª           | 2020-21       | 1     | 0     | 1                | 0                | —                     | —                     | 2     | 0     |
| Wolverhampton Wanderers F. C. Inglaterra | Total club    | Total club    | 1     | 0     | 4                | 1                | 1                     | 0                     | 6     | 1     |
| Grasshopper Club Zúrich · Suiza          | 2.ª           | 2020-21       | 10    | 0     | 1                | 0                | —                     | —                     | 11    | 0     |
| Grasshopper Club Zúrich · Suiza          | Total club    | Total club    | 10    | 0     | 1                | 0                | 0                     | 0                     | 11    | 0     |
| F. C. Volendam · Países Bajos            | 2.ª           | 2021-22       | 2     | 0     | 0                | 0                | —                     | —                     | 2     | 0     |
| F. C. Volendam · Países Bajos            | 1.ª           | 2022-23       | 16    | 0     | 0                | 0                | —                     | —                     | 16    | 0     |
| F. C. Volendam · Países Bajos            | 1.ª           | 2023-24       | 17    | 0     | 0                | 0                | —                     | —                     | 17    | 0     |
| F. C. Volendam · Países Bajos            | Total club    | Total club    | 35    | 0     | 0                | 0                | 0                     | 0                     | 35    | 0     |
| Total carrera                            | Total carrera | Total carrera | 56    | 0     | 8                | 1                | 1                     | 0                     | 65    | 1     |